# کاسپاز ۸
کاسپاز ۸ (انگلیسی: Caspase 8) یک پروتئین (آنزیم) است که توسط ژن «CASP8» کُد می‌شود. چندین نمونهٔ ارتولوگ از این آنزیم در سایر پستانداران (که نقشهٔ ژنومی کامل‌شان در دسترس است) شناخته شده‌است. این ارتولوگ‌ها در پرندگان نیز موجود است.
کاسپاز ۸ یکی از اعضای خانوادهٔ پروتئازهای سیستئین-اسید آسپارتیک است و در فرایند آپوپتوز نقش دارد.
این پروتئین ممکن است در برخی بیماری‌های اضمحلال عصبی (neurodegenerative diseases) نقش داشته باشد به عنوان مثال کاسپاز ۸ را در مغز بیماران مبتلا به بیماری هانتینگتون یافته‌اند. (در مغز افراد سالم وجود ندارد). همچنین جهش در ژن سازندهٔ این آنزیم منجر به نوعی بیماری بسیار نادر ژنتیکی به نام «وضعیتِ کمبود کاسپاز ۸» یا «CEDS» می‌شود که توارث اتوزومال مغلوب دارد.